# Escola de Engenharia Civil e Ambiental da Universidade Federal de Goiás
A Escola de Engenharia Civil e Ambiental (EECA) é uma instituição pública de ensino, pesquisa e extensão, vinculada a Universidade Federal de Goiás. Oferta cursos de graduação e pós-graduação na área das engenharias.

## História
A EECA nasceu da Escola de Engenharia do Brasil Central, fundada em Goiânia, em dezembro de 1958. No início, a instituição oferecia apenas o curso de Engenharia civil. Em 1960, foi incorporada à Universidade Federal de Goiás.
Seis anos depois, houve a implantação do curso de Engenharia Elétrica nessa instituição. Em 1991, foi desmembrada em outras duas faculdades: a Escola de Engenharia Elétrica e a Escola de Engenharia Civil e Ambiental, ambas na Praça Universitária.

## Cursos

### Graduação
- Bacharelado em Engenharia Civil;
- Bacharelado em Engenharia Ambiental e Sanitária.

### Pós-Graduação
- Geotecnia e Construção Civil.